# Uprowadzona Alice Creed
Uprowadzona Alice Creed (ang. The Disappearance of Alice Creed, 2009) – brytyjski film według scenariusza i reżyserii J Blakeson.
Film był kręcony w Douglas na wyspie Man - Wielka Brytania.

## Opis fabuły
Dwaj porywacze: Danny (Martin Compston) i Vic (Eddie Marsan), postanawiają uprowadzić córkę biznesmena; Alice (Gemma Arterton), żądając później okupu. Plan porwania nie przebiega jednak zgodnie z wcześniejszymi ustaleniami, gdyż dziewczyna nie ma zamiaru się poddać i być źródłem transakcji.

## Obsada
- Gemma Arterton jako Alice Creed
- Martin Compston jako Danny
- Eddie Marsan jako Vic